# Nicolae Manolescu
Nicolae Manolescu, născut Nicolae Apolzan, (n. 27 noiembrie 1939, Râmnicu Vâlcea, Vâlcea, România – d. 23 martie 2024, București, România) a fost un critic și istoric literar român, cronicar literar și profesor universitar, membru titular al Academiei Române (din 2013. A activat și în politică după Revoluția din 1989. Ambasador al României la UNESCO și președinte al Uniunii Scriitorilor din România (între 2005–2024), Manolescu este considerat, în general, ca unul dintre cei mai importanți critici literari români din ultimele decenii. În legislatura 1992-1996 a fost ales ca senator în județul Sibiu pe listele partidului OCL-(PAC).
Una dintre cărțile sale fundamentale este Istoria critică a literaturii române, apărută în 2008 într-o ediție definitivă. A fost, de asemenea, directorul revistei România literară. În luna decembrie 2011, Senatul Universității din București l-a declarat Profesor emerit. Administrația prezidențială l-a decorat cu Ordinul Național Steaua României în grad de Mare Cruce, cea mai înaltă distincție a statului român.

## Biografie
S-a născut într-o familie de profesori de liceu. Tatăl său, Petru Apolzan, profesor de filosofie, care a fost la un moment dat și inspector școlar, era originar din Sibiel, cu ascendență în Apoldu de Jos. Mama sa, Sabina, profesoară de limba franceză, a fost profesoara lui Virgil Ierunca, printre alții. În anul 1953, după arestarea părinților săi din motive politice, a fost înfiat de bunicul matern și a luat numele acestuia, Manolescu.
Nicolae Manolescu a urmat gimnaziul la Sibiu, apoi o parte din cursurile liceale la Râmnicu Vâlcea și s-a întors ulterior la Sibiu, unde a absolvit studiile preuniversitare la Liceul Gheorghe Lazăr din Sibiu în 1956. În 1962 devine licențiat al Facultății de Filologie a Universității din București.
A început o carieră universitară în 1963, ca preparator la Catedra de Istoria Literaturii Române a facultății pe care o absolvise, devenind ulterior asistent universitar, apoi lector și conferențiar. Și-a luat doctoratul în 1974, cu teza Opera lui Titu Maiorescu. Această teză de doctorat a stat la baza cărții sale Contradicția lui Maiorescu, o incursiune critică, un eseu biografic și psihanalitic, un exercițiu de hermeneutică necesar, întrucât studiile despre Maiorescu sufereau de politizarea excesivă.
A debutat în publicistică la Gazeta literară, cronicile sale literare acceptând clișeele dogmatismului realist-socialist, potrivit analizei lui Marin Nițescu. Devine apoi cronicar literar al României Literare vreme de treizeci de ani, o bună parte din timp sub conducerea lui George Ivașcu. A coordonat lucrările Cenaclului de luni, la care au debutat majoritatea poeților optzeciști până la desființarea acestuia, din rațiuni politice. Cronicar al revistei Contemporanul din 1962 până în 1972, perioadă din care datează textele în care „limbajul, marcat de aceleași poncife ale dogmatismului, capătă o notă personală” („Poeții noștri au conștiința că exprimă un umanism superior și, din această perspectivă, ei simt nevoia să reconsidere universul, traducând în mari simboluri ideile, valorile etice ale comunismului... etc.”, „Laudă creației”, Contemporanul, nr. 44, 1. nov. 1963), demonstrează același Marin Nițescu. Din 1972 până în 1989, a fost cronicar al revistei România literară.
După Revoluție, în 1990, devine profesor titular la Facultatea de Litere a Universității din București, precum și director și editorialist al revistei România Literară.
În 1997, Nicolae Manolescu a fost ales membru corespondent al Academiei Române, iar în 2013 membru titular al Academiei Române.
Din 2005 și până la decesul său (2024), a fost președinte al Uniunii Scriitorilor din România.
Între 1997-2000 a moderat talk show-ul cultural Profesiunea mea, cultura, la Pro TV. Din 2002 conduce Întâlnirile României Literare la Clubul Prometheus. 
În 2006 a fost numit în funcția de ambasador al României la UNESCO. A debutat editorial cu volumul Lecturi infidele în anul 1966.
În anul 2008 a publicat Istoria critică a literaturii române, care poartă subtitlul  5 secole de literatură , în care a continuat eforturile de canonizare, cea de-a doua istorie a literaturii române de la origini până în zilele noastre, prima fiind cea scrisă de G. Călinescu.
Într-un interviu publicat la 4 aprilie 2022, Nicolae Manolescu povestea cum a ajuns să fie critic literar. El a știut că menirea lui este să devină profesor de literatură, dar nu și-a dat seama de cariera de critic literar până la sfârșitul facultății, când profesorul George Ivașcu i-a oferit să scrie pentru Contemporanul. La început, Nicolae Manolescu a fost neîncrezător și a declarat că vrea să scrie proză, însă profesorul i-a spus că are structura unui critic literar și i-a dat trei cărți pentru primul său articol. După trei săptămâni, Nicolae Manolescu a revenit cu articolul și a primit critica de la profesor, declarându-i să scrie câte un articol pe săptămână. Acesta a acceptat și a continuat să scrie pentru Contemporanul timp de 32 de ani, cu o pauză și apoi încă 3-4 ani.
Nicolae Manolescu a menționat că în biografia sa există două persoane care l-au influențat decisiv. În ceea ce ține de literatură, a fost George Călinescu, iar în materie de carieră, cea universitară, a fost George Ivașcu.
A încetat din viață pe data de 23 martie 2024, la Spitalul Elias din București, unde se afla internat. A fost înmormântat pe 26 martie 2024 în cimitirul Bisericii Sfântul Ioan din Râmnicu Vâlcea.

## Cariera politică
Nicolae Manolescu a fost membru fondator al Alianței Civice. Devine președinte al Partidului Alianța Civică (PAC) (iulie 1991). Partidul a fost parte a alianței Convenția Democrată Română, pe listele căreia Nicolae Manolescu a fost ales, în septembrie, ca senator. În legislatura 1992-1996, Nicolae Manolescu a fost ales senator PAC de Sibiu. În cadrul activității sale parlamentare, Nicolae Manoescu a fost membru în Comisia Parlamentului României pentru Integrarea Europeană și în Comisia pentru Apărare, Ordine Publică și Siguranță Națională. În 1992, PAC împreună cu PL'93 s-au constituit în Alianța Naționala Liberală (ANL). La Congresul extraordinar al ANL, Nicolae Manolescu a fost desemnat candidat la președinție. Nicolae Manolescu și-a depus candidatura la președinție pe 20 septembrie 1992. În 1998 P.A.C., partidul înființat de Nicolae Manolescu, fuzionează cu PNL, într-o tentativă de unificare a mișcării liberale. În anul 2000, Nicolae Manolescu demisionează din funcția de președinte al Consiliului Național al P.N.L. și se retrage din viața politică.

## Aprecieri
A devenit membru corespondent al Academiei Române din 1997, iar în 2013 membru titular al Academiei Române.
A fost decorat cu Ordinul Național „Serviciul Credincios” în rang de Mare Cruce, cu Ordinul național „Steaua României” în rang de Mare Cruce (cea mai înaltă distincție a statului român) și cu medalia și titlul „Officier de l’Ordre des Arts et des Lettres”, din partea Ministerului Educației Naționale, Învățământului Superior și Cercetării din Franța. 
În anul 2012, Senatul Școlii Naționale de Studii Politice și Administrative (SNSPA) i-a acordat înalta distincție de doctor honoris causa al SNSPA.
Din luna octombrie 2016 a devenit profesor doctor honoris causa al Universității „Vasile Alecsandri” din Bacău. Din data de 14 ianuarie 2017 a devenit doctor honoris causa al Universității din Bălți, Republica Moldova.

## Cărți publicate
Nicolae Manolescu a publicat peste 50 de volume.
- 1963 - Primii noștri poeți
- 1965 - Literatura română de azi, 1944-1964, în colaborare cu Dumitru Micu.
- 1966 - Lecturi infidele, eseuri de critică și istorie literară. Debut editorial.
- 1968 - Metamorfozele poeziei, un studiu foarte important, sinteză a poeziei române interbelice.
- 1968 - Poezia româna modernă de la George Bacovia la Emil Botta. Antologie. La scurtă vreme de la lansare, cartea a fost retrasă din librării și topită. Ediția a doua apare abia după 1990.
- 1970 - Contradicția lui Maiorescu, monografie, eseu psihanalitică, biografie,istorie literară. La origine stă teza de doctorat numită mai sus.
- 1971 - 1988 - Teme, 7 volume de eseuri, critifiction
- 1974 - Prelegeri de literatură română contemporană - autori și opere, 1944 - 1974, în colaborare cu Dumitru Micu.
- 1976 - Introducere în opera lui Alexandru Odobescu, monografie critică
- 1976 - Sadoveanu sau utopia cărții, o monografie atipică, în stil manolescian a operei lui Mihail Sadoveanu.
- 1980 - 1983 - Arca lui Noe. Eseu despre romanul românesc, 3 volume. Poate cea mai cuprinzătoare sinteză asupra romanului românesc. Conține teoria celor trei vârste ale romanului, doric, ionic și corintic. Evident această clasificare își are originea în stilurile coloanelor templelelor din Grecia antică. Cele trei categorii corespund romanelor clasice, realiste sau omnisciente, romanelor la persoana I, și romanelor postmoderne.

Vezi și articolul Teoria romanului.
- 1984 - Julien Green si strămătușa mea
- 1987 - O ușă abia întredeschisă
- 1987 - Despre poezie, ediția a doua, Aula, 2002. O introducere în analiza poeziei cu speciile ei literare.
- 1988 - Desenul din covor
- 1990 - Istoria critică a literaturii române, volumul I. De la Scrisoarea lui Neacșu din Câmpulung la perioada romantismului timpuriu și a literaturii post-pașoptiste, la Hasdeu și Alexandru Odobescu. Volumul I se închide cu capitolul dedicat romanului postpașoptist.
- 1991 - Dreptul la normalitate: Discursul politic și realitatea, eseuri și editoriale pe teme politice publicate în revista România literară la începutul anilor 90.
- 1995 - Cărțile au suflet, volum care reia o parte din Teme.
- 1998 - Începuturile literaturii artistice. Prima poezie lirica
- 1998 - Arhivele paradisului: un dialog cu Mircea Mihăieș,
- 1999 - Metamorfozele poeziei. Metamorfozele romanului
- 1999 - Poeți romantici, prima parte din al doilea volum al Istoriei critice a literaturii române. Conține analize ale operei lui Vasile Cârlova, Ion Heliade Rădulescu, Grigore Alexandrescu, Dimitrie Bolintineanu și Vasile Alecsandri.
- 2001 - Teme, Editura Universalia
- 2001 - Cronici literare - O panoramă critică a literaturii române contemporane, 4 vol.
- 2002 - Literatura română postbelică. Lista lui Manolescu, Editura Aula, trei volume, vol.I, Poezia, vol. II, Proza, Teatrul, vol. III, Critica, Eseul
- 2003 - Cititul și scrisul
- 2003 - Lectura pe înțelesul tuturor
- 2003 - Inutile silogisme de morală practică
- 2003 - Poeți moderni
- 2005 - Decalogul criticii literare
- 2006 - Teme franceze
- 2006 - Cum citim
- 2006 - Andersen cel crud și alte teme
- 2006 - Începuturile literaturii artistice. Prima poezie lirică
- 2008 - Istoria critică a literaturii române, Ed. Paralela 45, 2008.
- 2009 - Viață și cărți. Amintirile unui cititor de cursă lungă, Ed. Paralela 45, 2009.[17]
- 2011 - Povești pentru oameni mari
- 2012 - Cum se scrie un roman?
- 2014 - Istoria literaturii române pe înțelesul celor care citesc
- 2020 - Istoria critică a literaturii române - 5 secole de literatură

A fost coautor la manualele de limbă și literatură română pentru clasele a IX-a (1977) și a XII-a (1979)

## In honorem
- Mircea Mihăieș - Totul despre Nicolae Manolescu, Ed. Amarcord, 1996.
- Alexandru Laszlo - Criticul literar Nicolae Manolescu, Ed. Dacia, 2003; reedit. Ed. Paralela 45, 2009.
- Mircea Mihăieș - Scutul lui Perseu - Nicolae Manolescu între oglinzi paralele, Ed. Curtea Veche, 2003.
- Călin Vlasie (coord.), Ion Bogdan Lefter (coord.) - Nicolae Manolescu-70, Ed. Paralela 45, 2009.
- Daniel Cristea-Enache - Convorbiri cu Nicolae Manolescu, Ed. Cartea Românească, 2017.
- Cassian Maria Spiridon - Metamorfozele lui Nicolae Manolescu, Ed. Junimea, 2019.